# Tejado de gabletes de Asia oriental

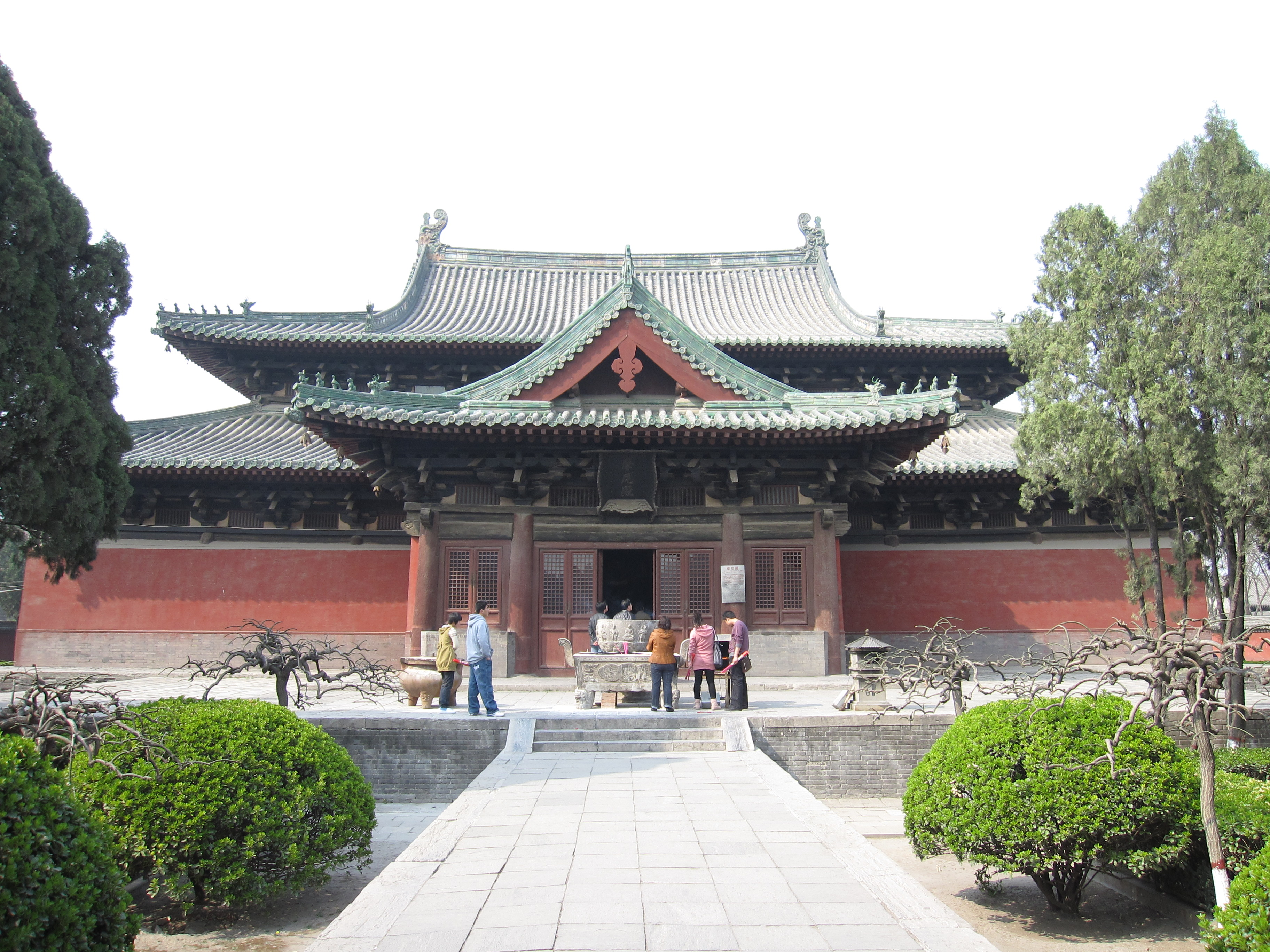
El templo de Longxing, construido en 1052 y ubicado en la actual Zhengding, provincia de Hebei, China, tiene un techo estilo xieshan a cuatro aguas y a dos aguas con aleros dobles.

El tejado de gabletes de Asia Oriental (Xieshan (歇山) en chino, Irimoya (入母屋) en japonés, Paljakjibung (팔작 지붕) en coreano) se compone de una cubierta a cuatro aguas, a la que se integran los hastiales de un techo a dos aguas en dos lados opuestos. Por lo general, se construye con dos secciones de techo inclinadas grandes en la parte delantera y trasera respectivamente, mientras que cada uno de los dos lados generalmente se construye con una sección de techo más pequeña.
El estilo es de origen chino y se ha extendido por gran parte de Asia. El propio estilo o formas similares se encuentran en las arquitecturas tradicionales de India, Japón, Corea, Vietnam, Mongolia, Tíbet, Nepal, Sri Lanka y Kalmukia. También influyó en el estilo bahay na bato de Filipinas.

## Etimología

Un shikoro-yane

Se conoce como xiēshān (歇山) en chino, (入母屋 irimoya?)  en japonés, y paljakjibung (팔작지붕 ()) en coreano.

## Xieshanen China
En China, el estilo de techo a dos y cuatro aguas, también conocido como tejado xieshan, se originó en la dinastía Han del Este como una adaptación de la cubierta a cuatro aguas. Se aplicó principalmente en la construcción de palacios, templos, jardines y otros edificios con funciones oficiales. En la época contemporánea, todavía se usa ampliamente en templos y santuarios budistas y taoístas en China.
El estilo se caracteriza generalmente por la presencia de nueve aristas y de un tejado a cuatro aguas rodeado por un peristilo. Las nueve aristas generalmente consisten en una cumbrera horizontal en la parte superior, conocida como cresta principal, que está conectada a cuatro aristas en dos planos verticales que forman los hastiales y cuatro limatesas diagonales.
Por lo general, hay dos tipos de aleros asociados con el estilo xieshan: los aleros simples (单檐) y los aleros dobles (重檐). Los aleros simples se refieren a los bordes de un tejado xieshan básico, mientras que los aleros dobles consisten en una capa adicional de aleros situada por debajo del tejado xieshan básico. Ejemplos del tipo de alero doble se encuentran en el Palacio Cining, la Puerta de la Armonía Suprema y el Salón de la Conservación de la Armonía en la Ciudad Prohibida, así como en el Gran Hotel de Taipéi. Se pueden encontrar ejemplos del tipo de alero simple en edificios como el Templo de Zhihua, los shanmen del Templo Miaoying y la Puerta Norte de las murallas de Taipéi.

## Irimoyaen Japón
El estilo irimoya llegó de China a Japón en el siglo VI. Se dispuso originalmente en las salas principal y de lectura de los templos budistas, y posteriormente su uso se extendió a los honden de los santuarios y también a los palacios, castillos y viviendas populares durante la Edad Media japonesa. Su hastial suele estar situado justo por encima del moya o núcleo, mientras que el faldón de la cubierta recubre el hisashi, un pasillo similar a una veranda que rodea el núcleo por uno o más lados.
Todavía se usa ampliamente en la construcción de templos budistas y santuarios sintoístas en Japón. También se le suele llamar moya-zukuri (母屋造?).

## Tejadokandyande Sri Lanka
En Sri Lanka, un estilo conocido como tejado kandyan tiene muchas similitudes con el techo a dos aguas original de Asia oriental. Se usa principalmente para edificios religiosos y de la realeza. Sin embargo, sus raíces se encuentran en las tradiciones de la "aldea de Sri Lanka".

## Galería

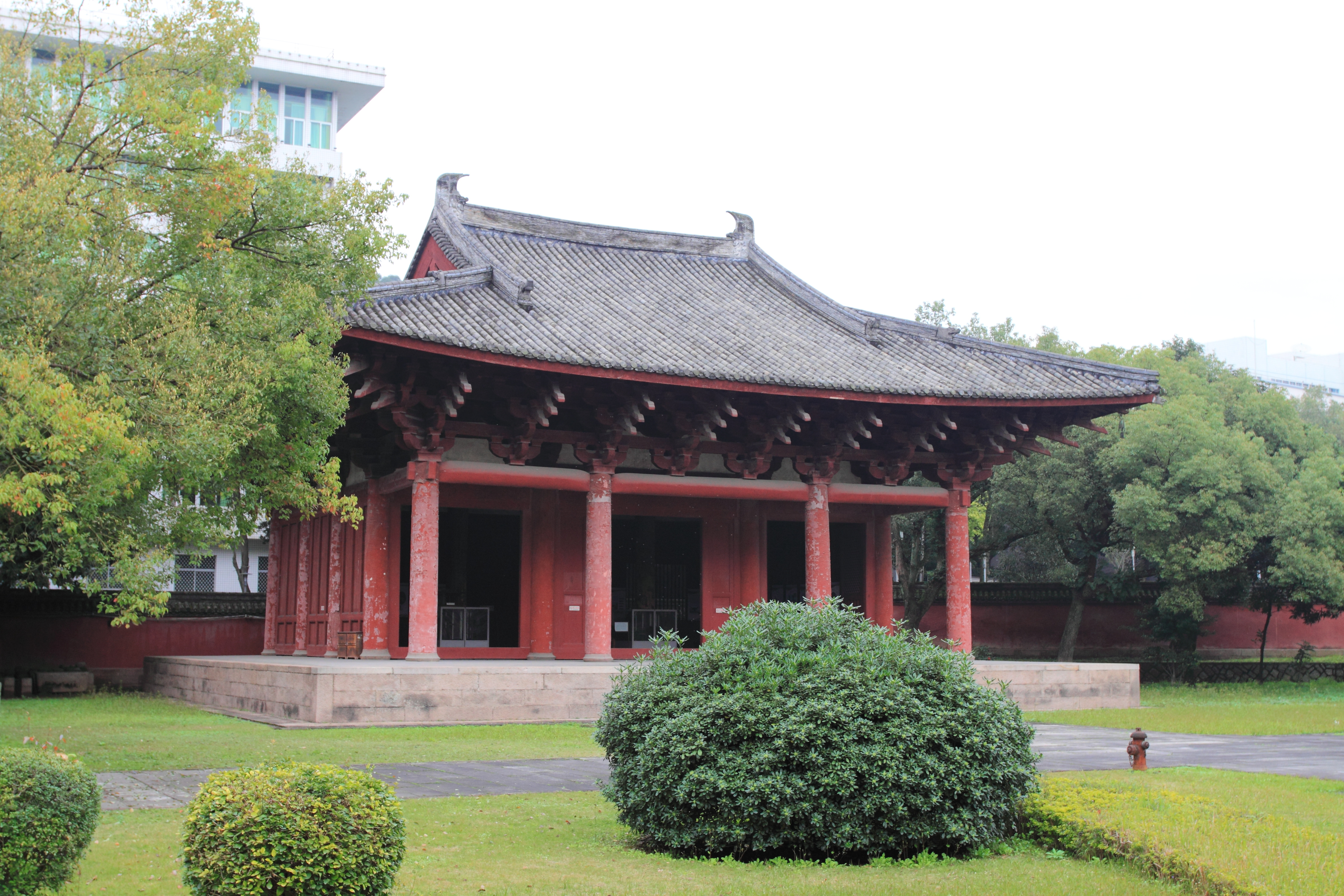
Tejado Xieshan con alero simple en el Templo de Hualin  en Fujian, China
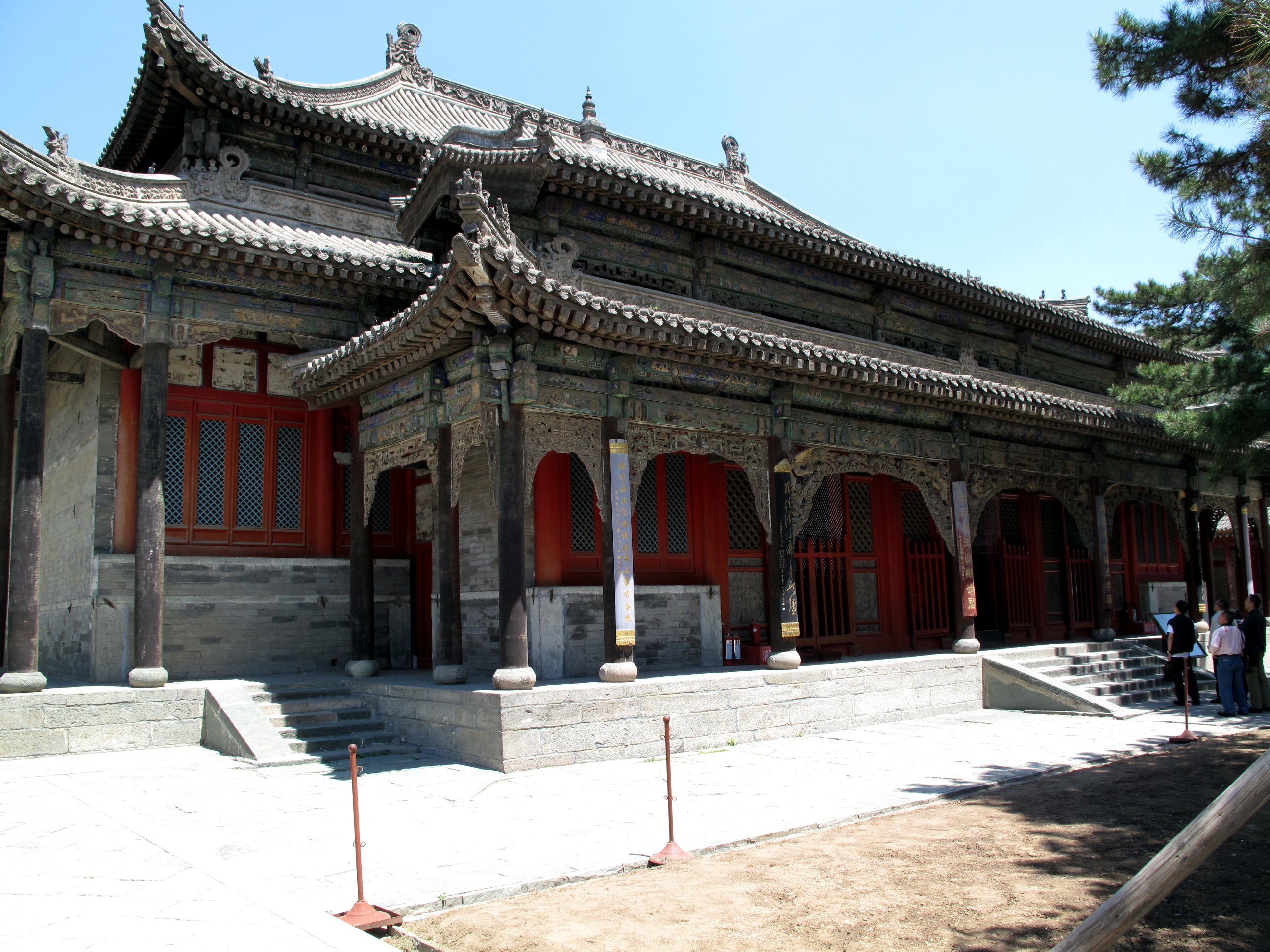
Tejado Xieshan con múltiples aleros en la Sala Mahavira del Templo de Xiantong en el monte Wutai, Wutai, Shanxi, China
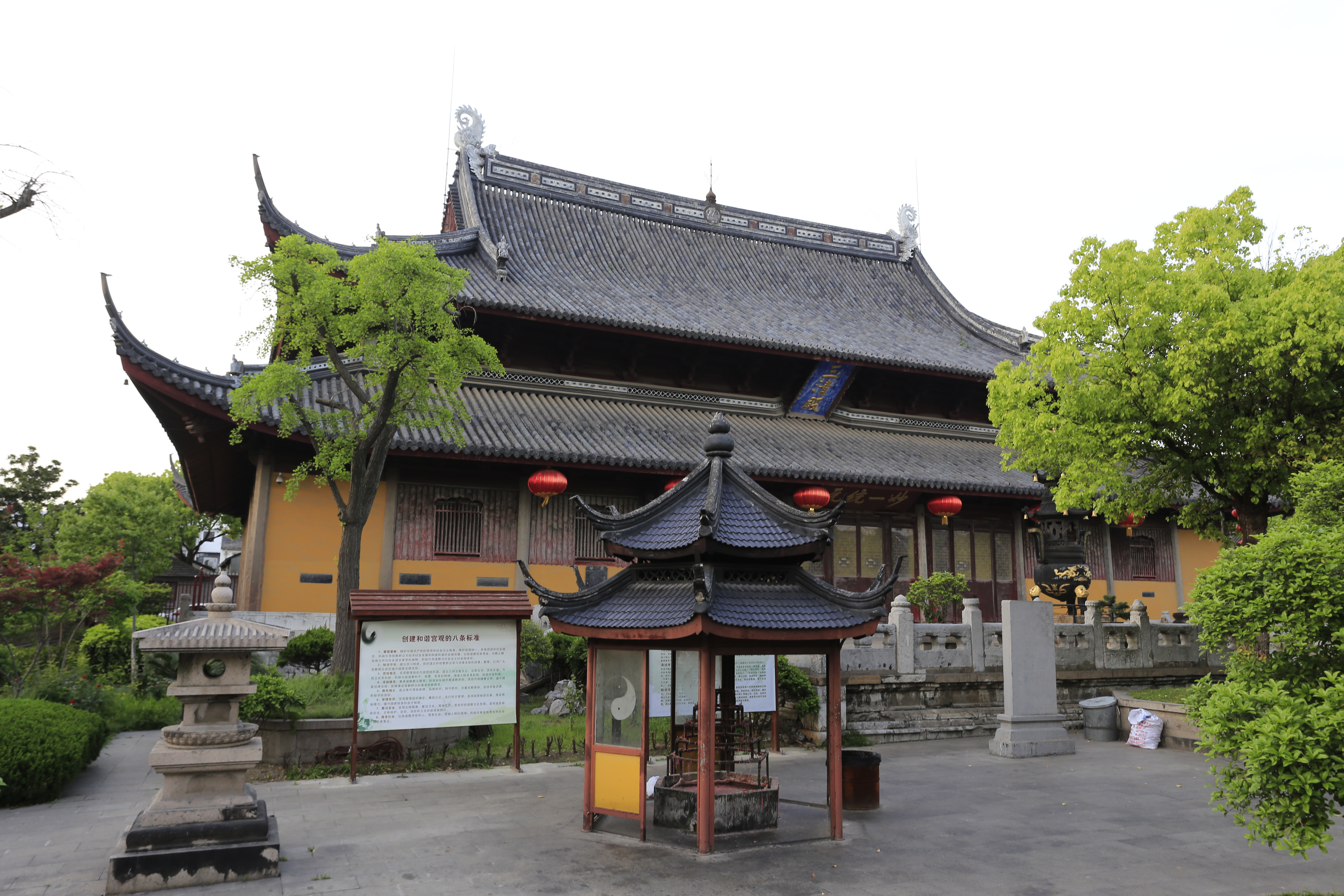
Tejado Xieshan con alero simple en la sala de Los Tres Puros en el Templo de Xuanmiao en Suzhou, Jiangsu, China
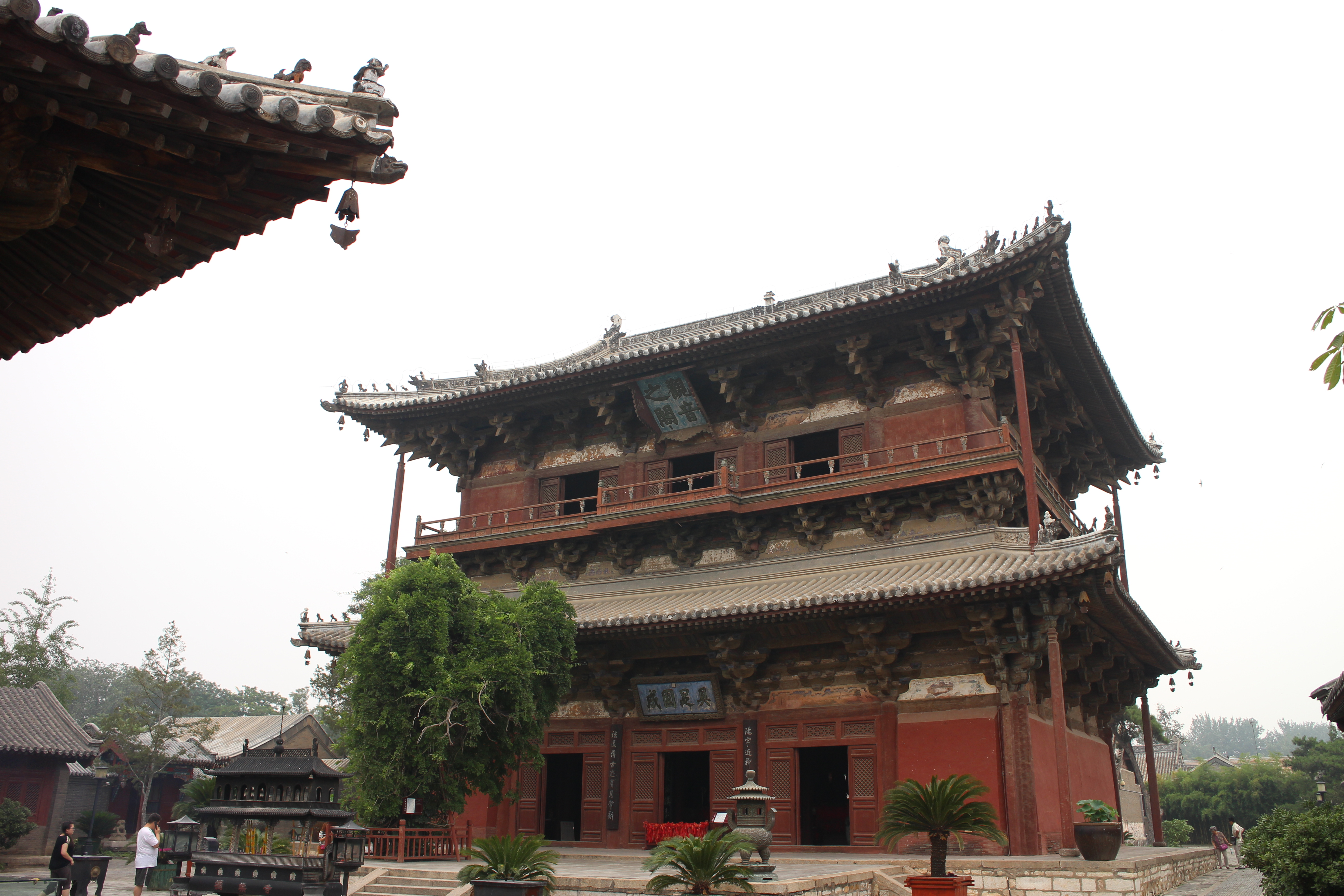
Tejado Xieshan con aleros dobles en el Pabellón Guanyin en el Templo de Dule en Tianjin, China
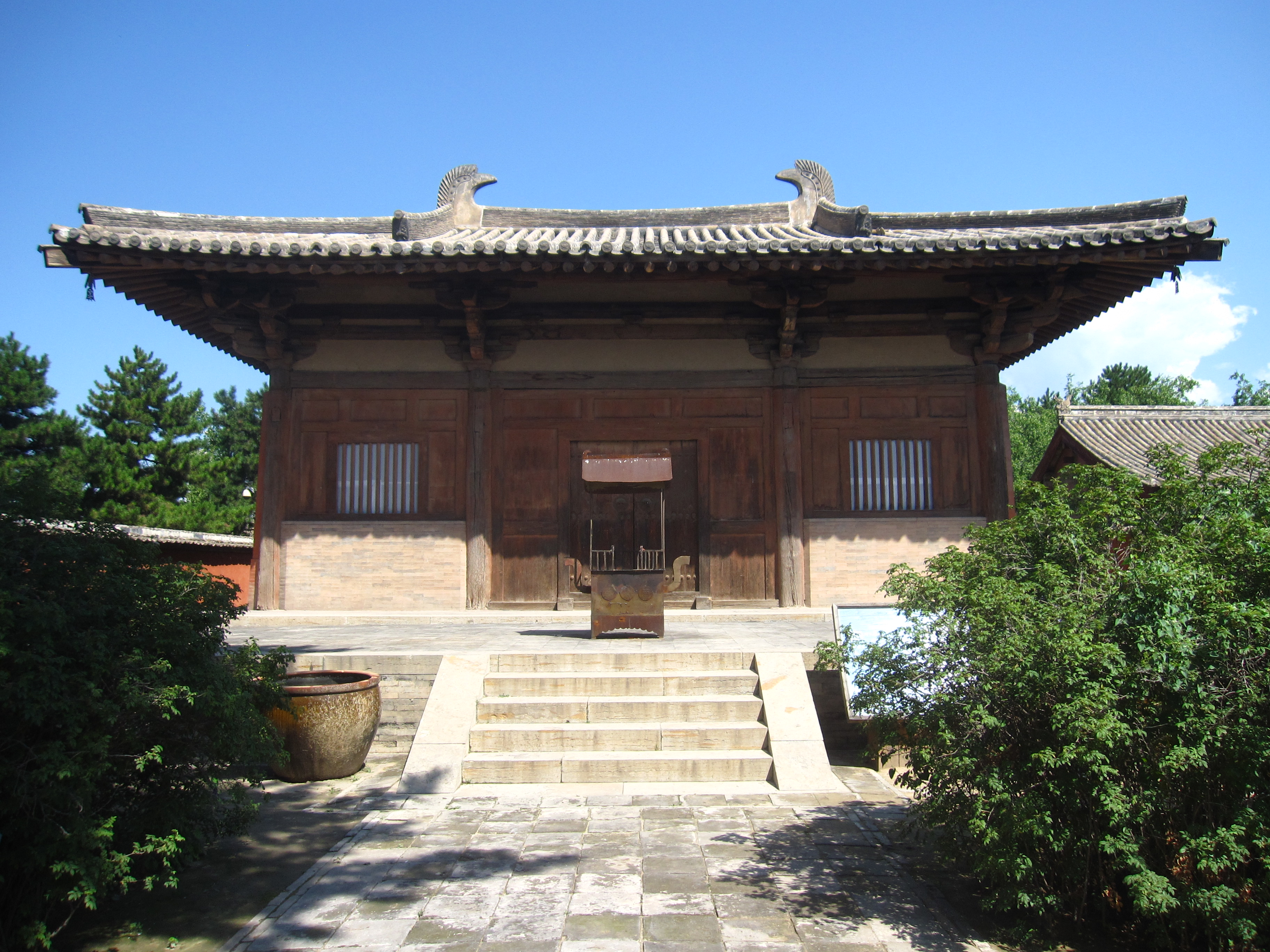
Una de las estructuras existentes más antiguas que exhibe un techo Xieshan: el Gran Salón del Buda en el Templo de Nanchan en el monte Wutai, Wutai, Shanxi, China, que se remonta a la Dinastía Tang (618-907).
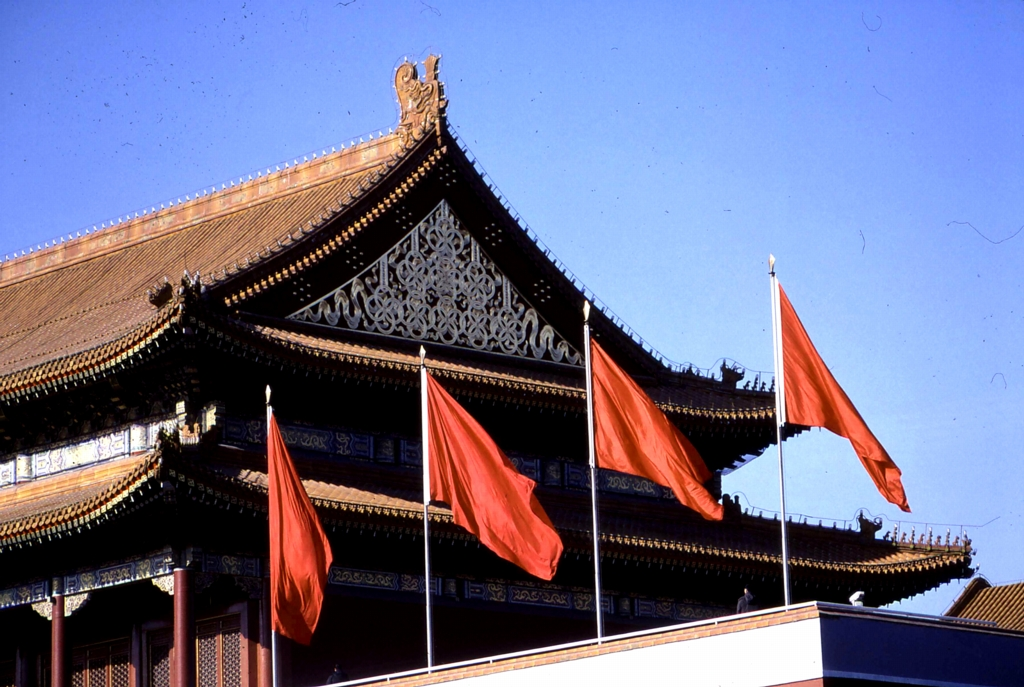
Se ve un faldón y un aguilón en la puerta de Tiananmén, Pekín.
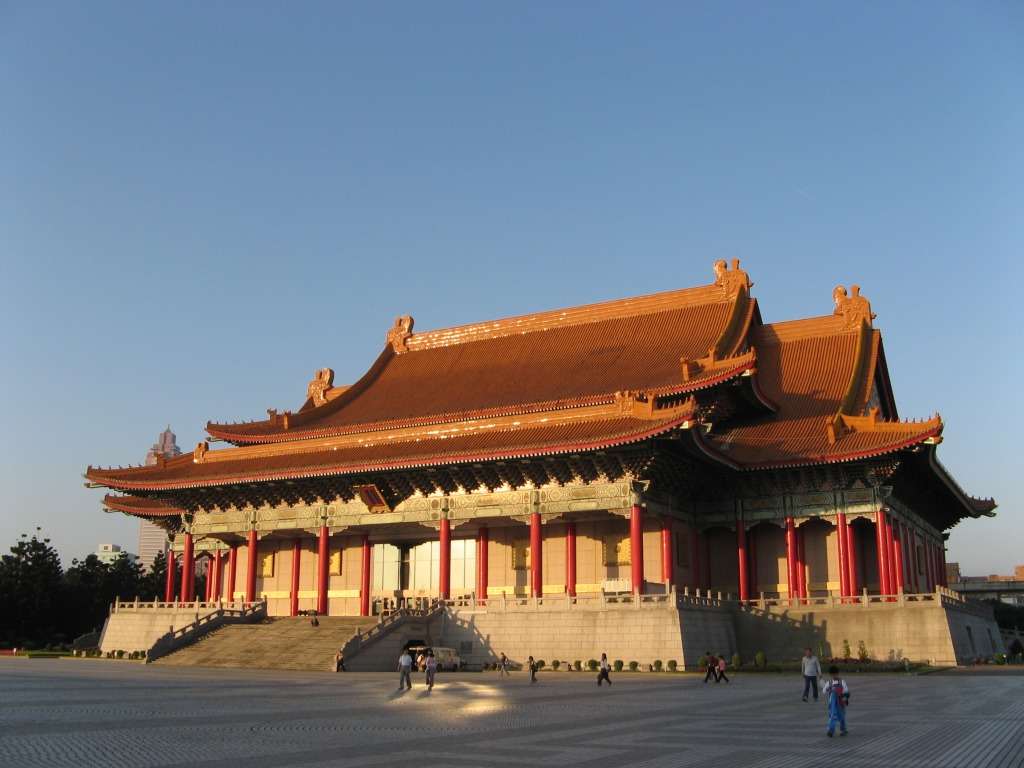
Sala de Conciertos Nacional en Taipéi, Taiwán
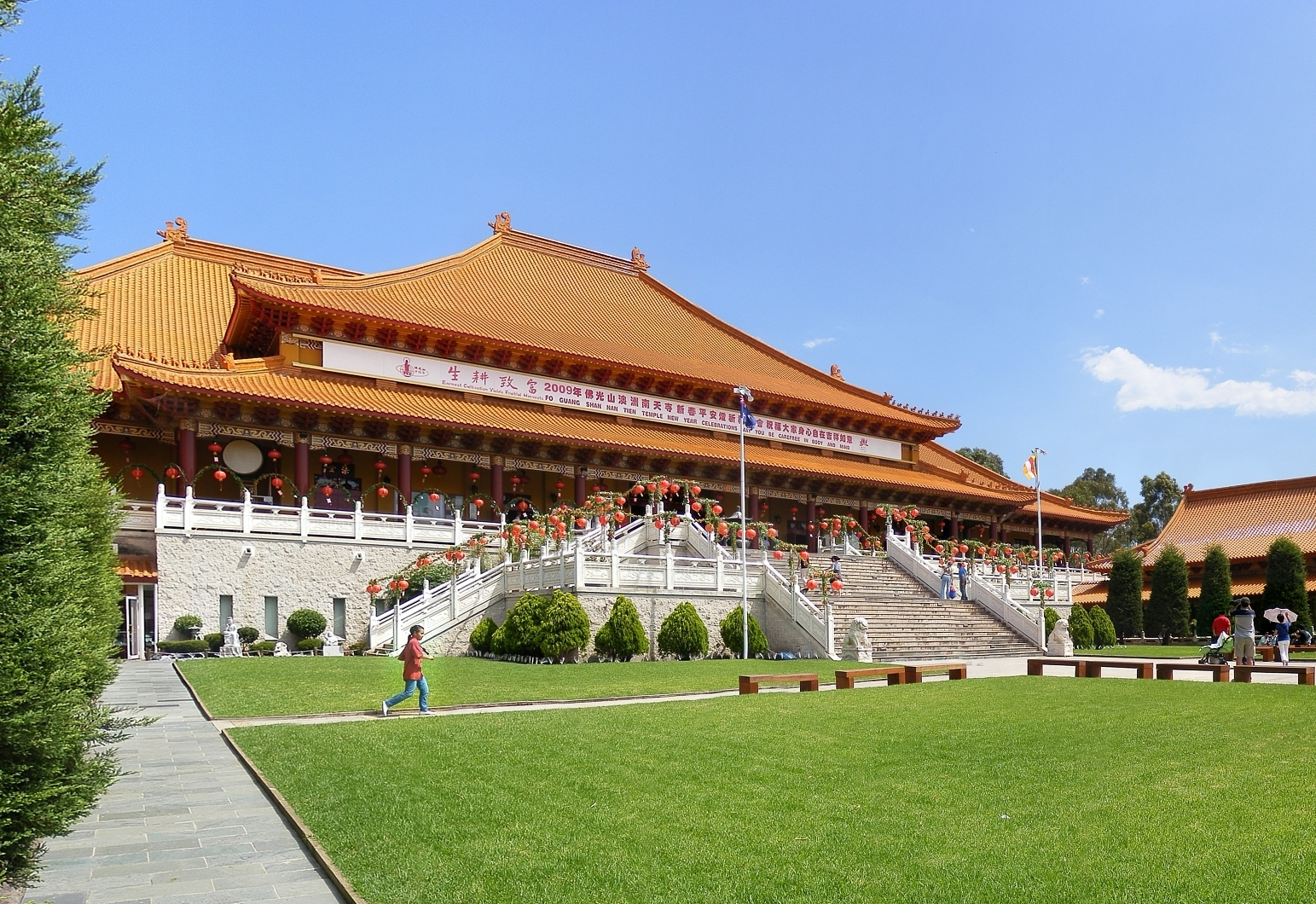
Templo de Nan Tien en Wollongong, Nueva Gales del Sur, Australia
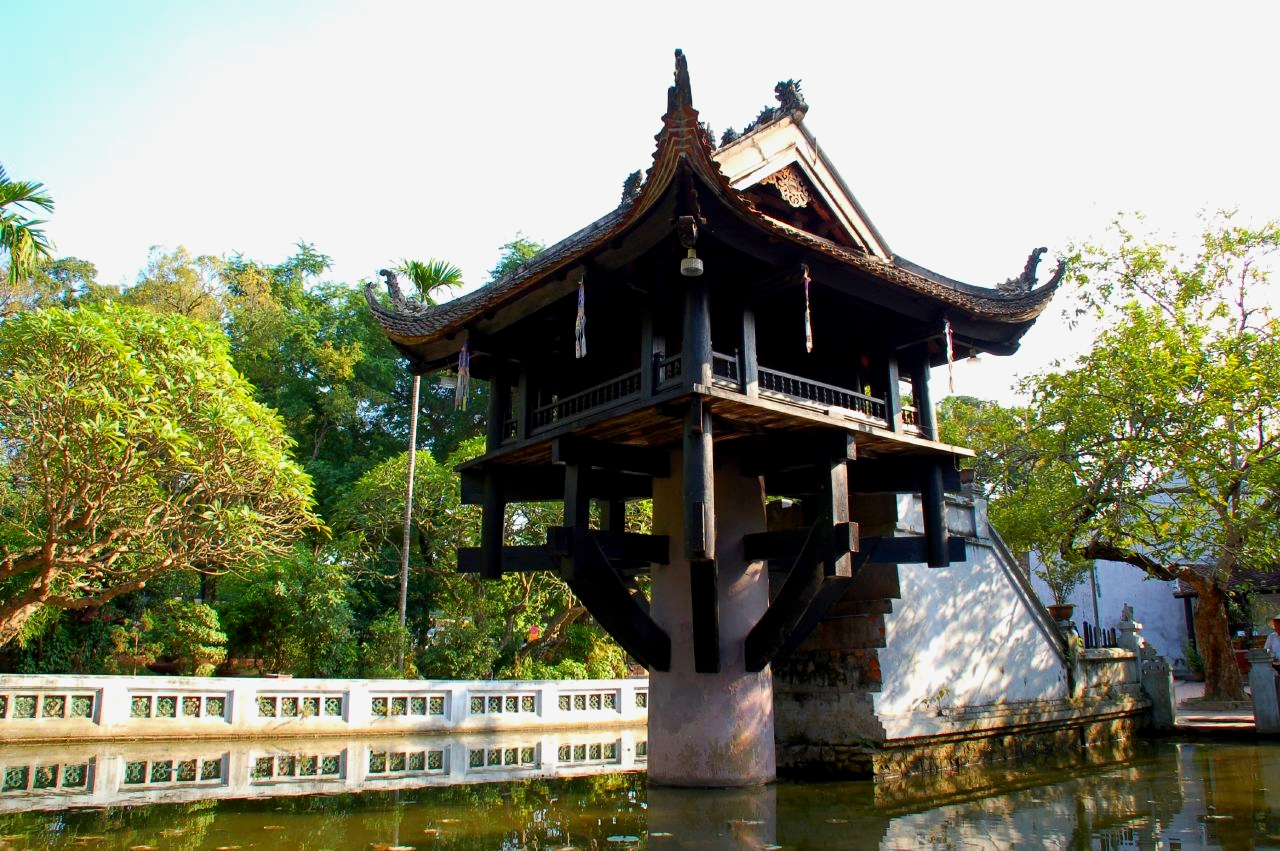
Pagoda del Pilar Único en Hanói
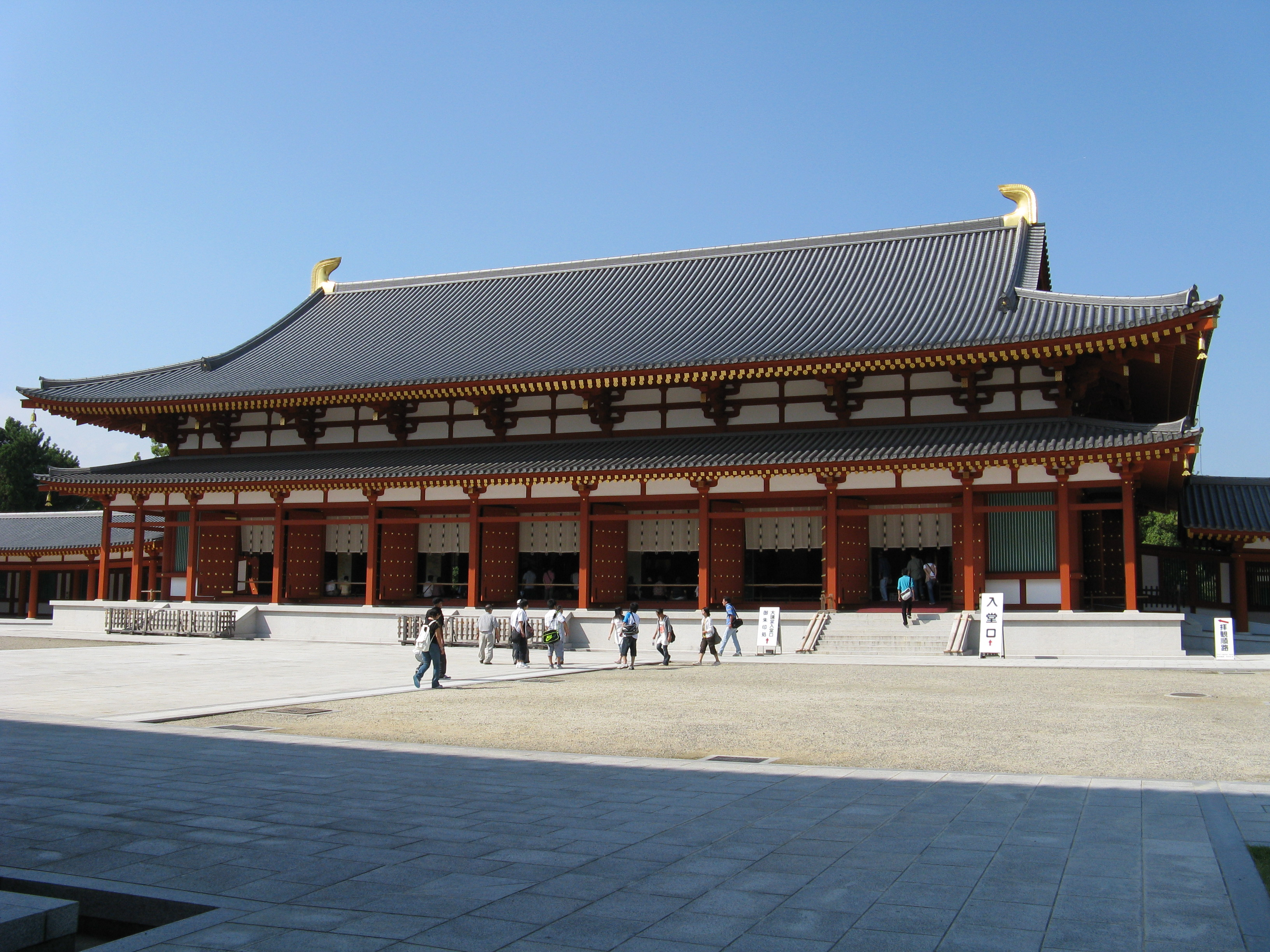
Ko-do de Yakushi-ji (Dai)
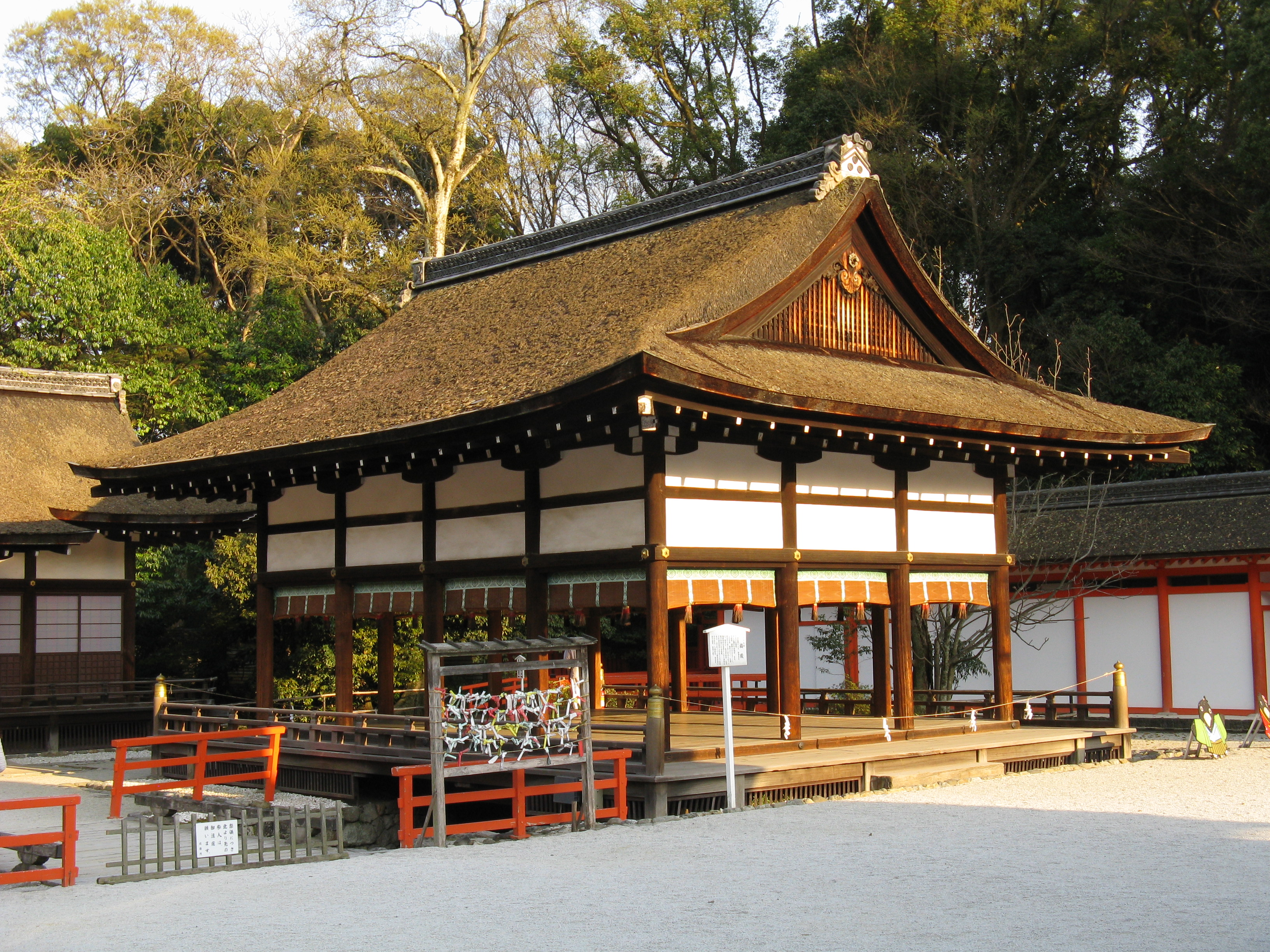
Un techo a cuatro aguas y a dos aguas en el santuario Shimogamo
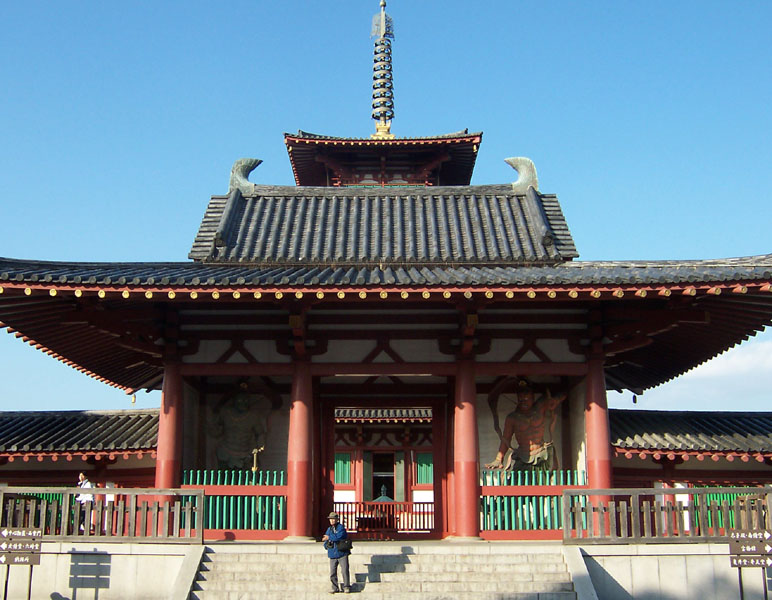
Puerta principal Shitenn?-ji y su shikoro-yane
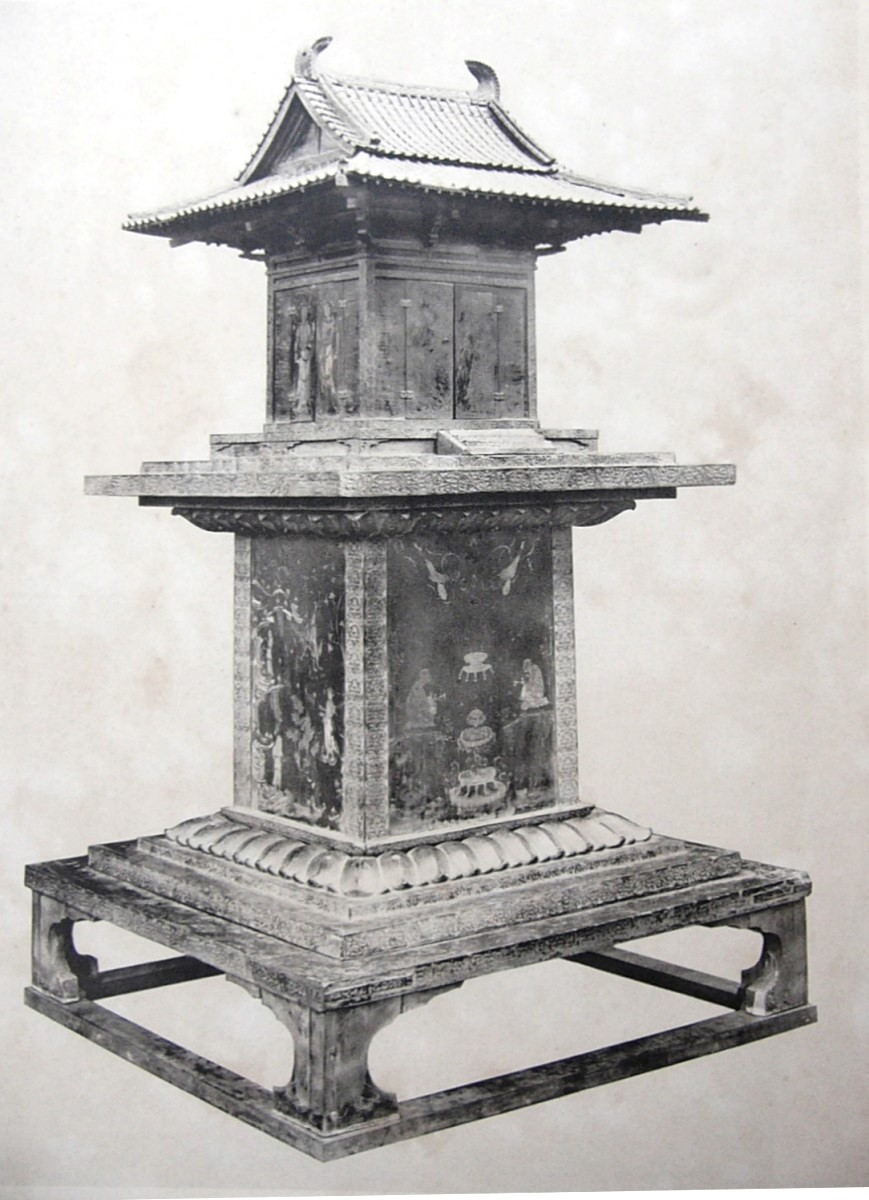
El Santuario de Tamamushi tiene un shikoro-yane
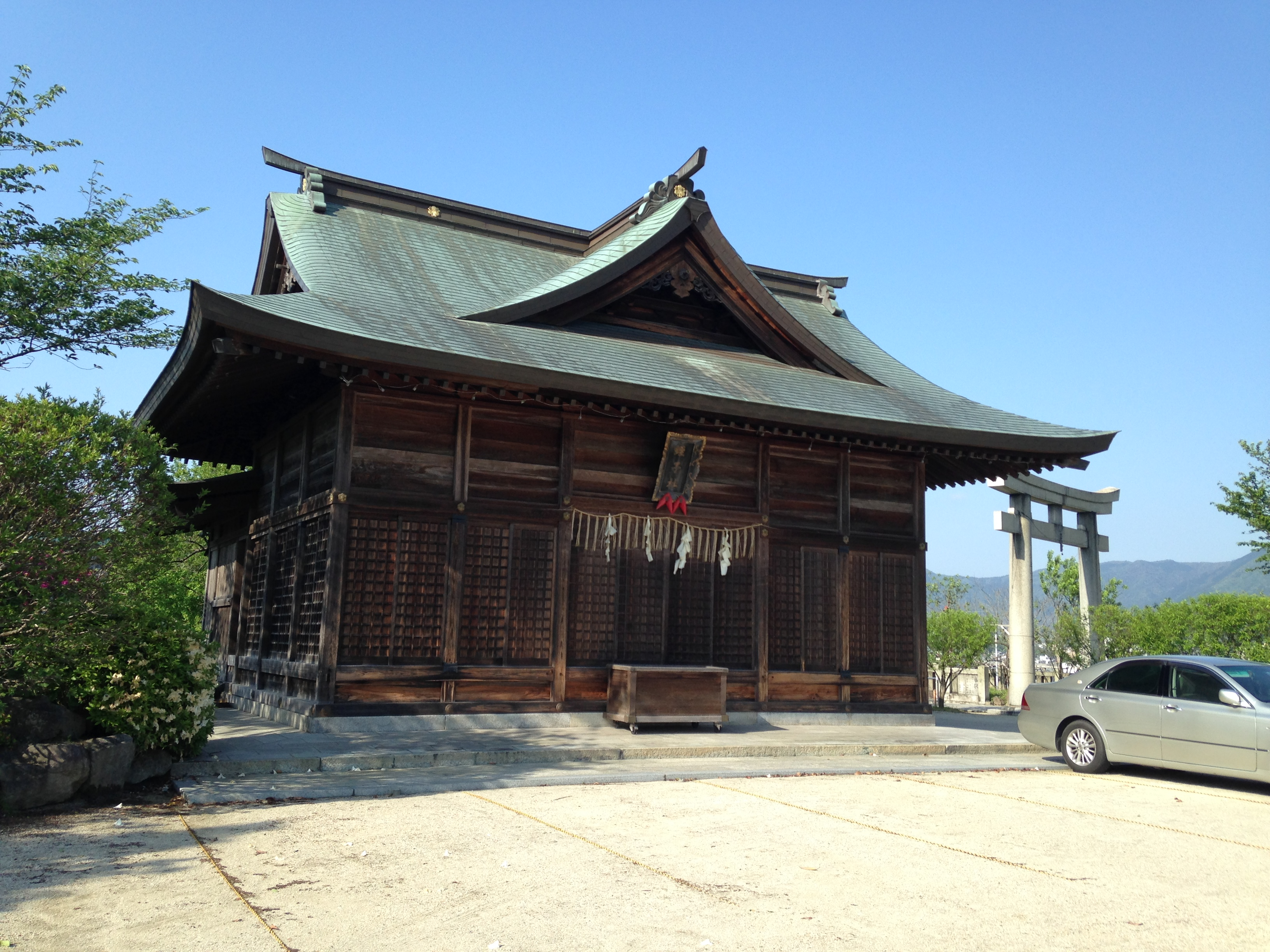
Un haiden del santuario sintoísta con el estilo del este asiático
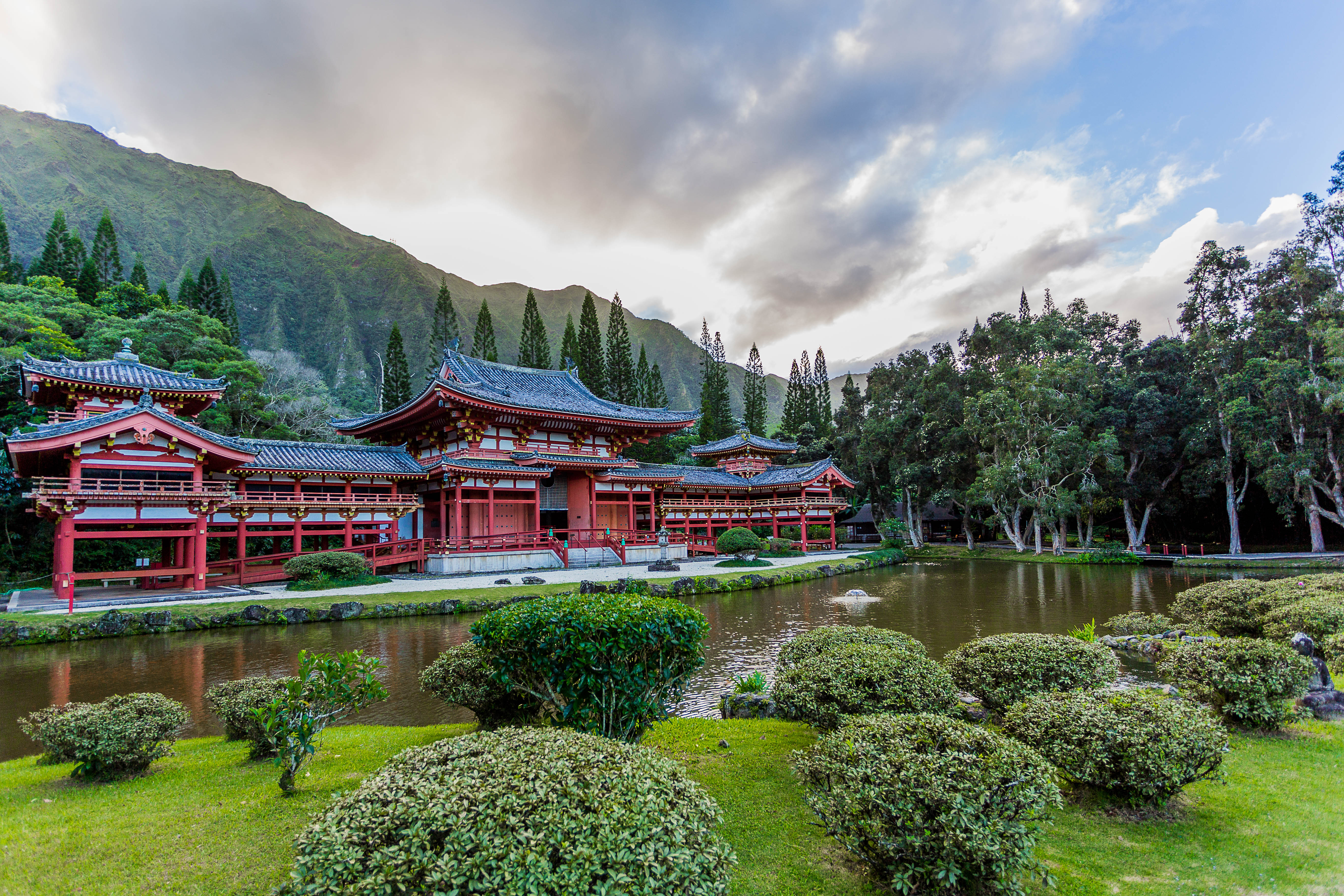
El templo de Byodo-In en la isla de Oahu en Hawái, Estados Unidos
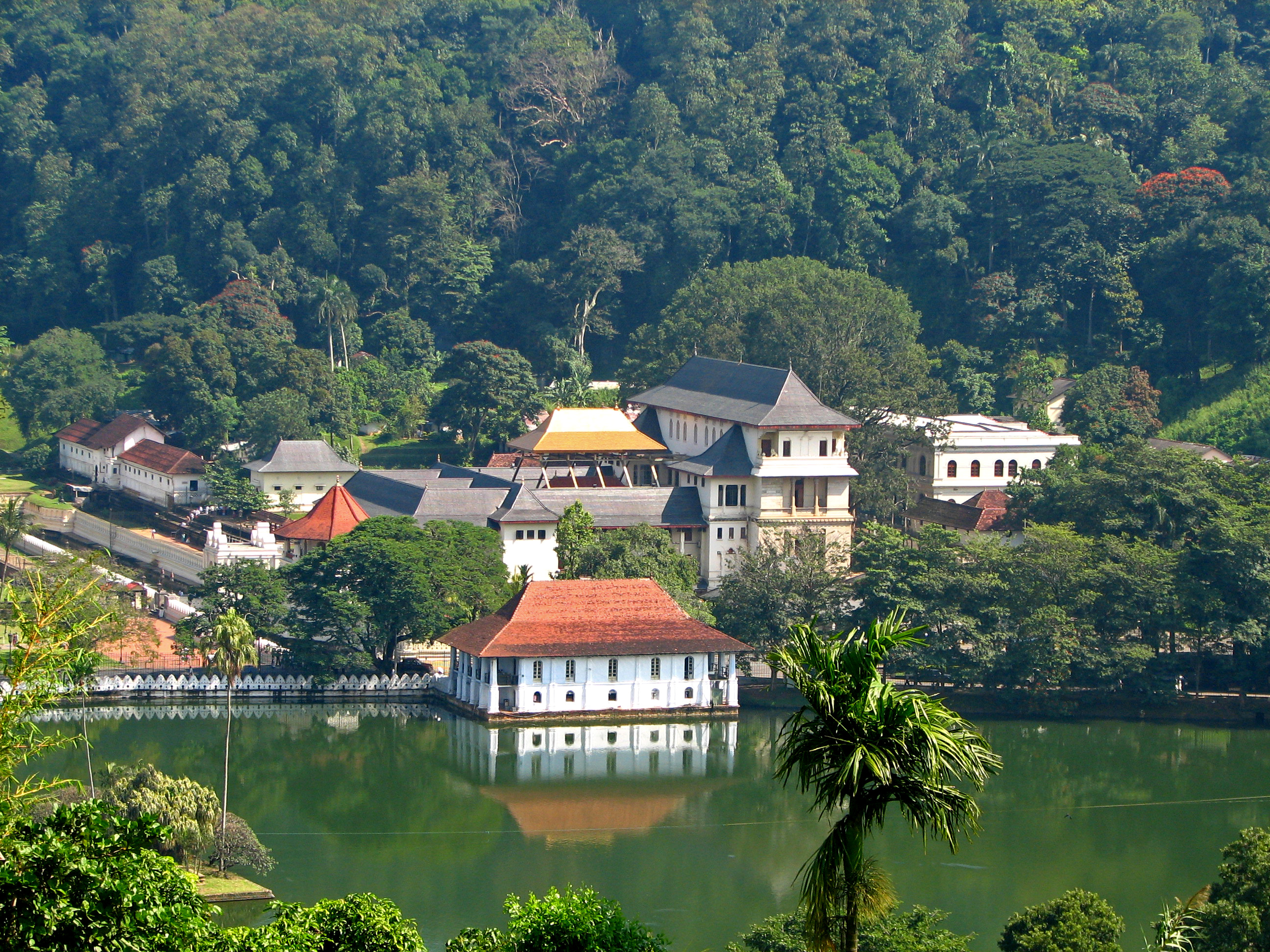
El estilo de techo kandyano del Sri Dalada Maligawa en Kandy, Sri Lanka
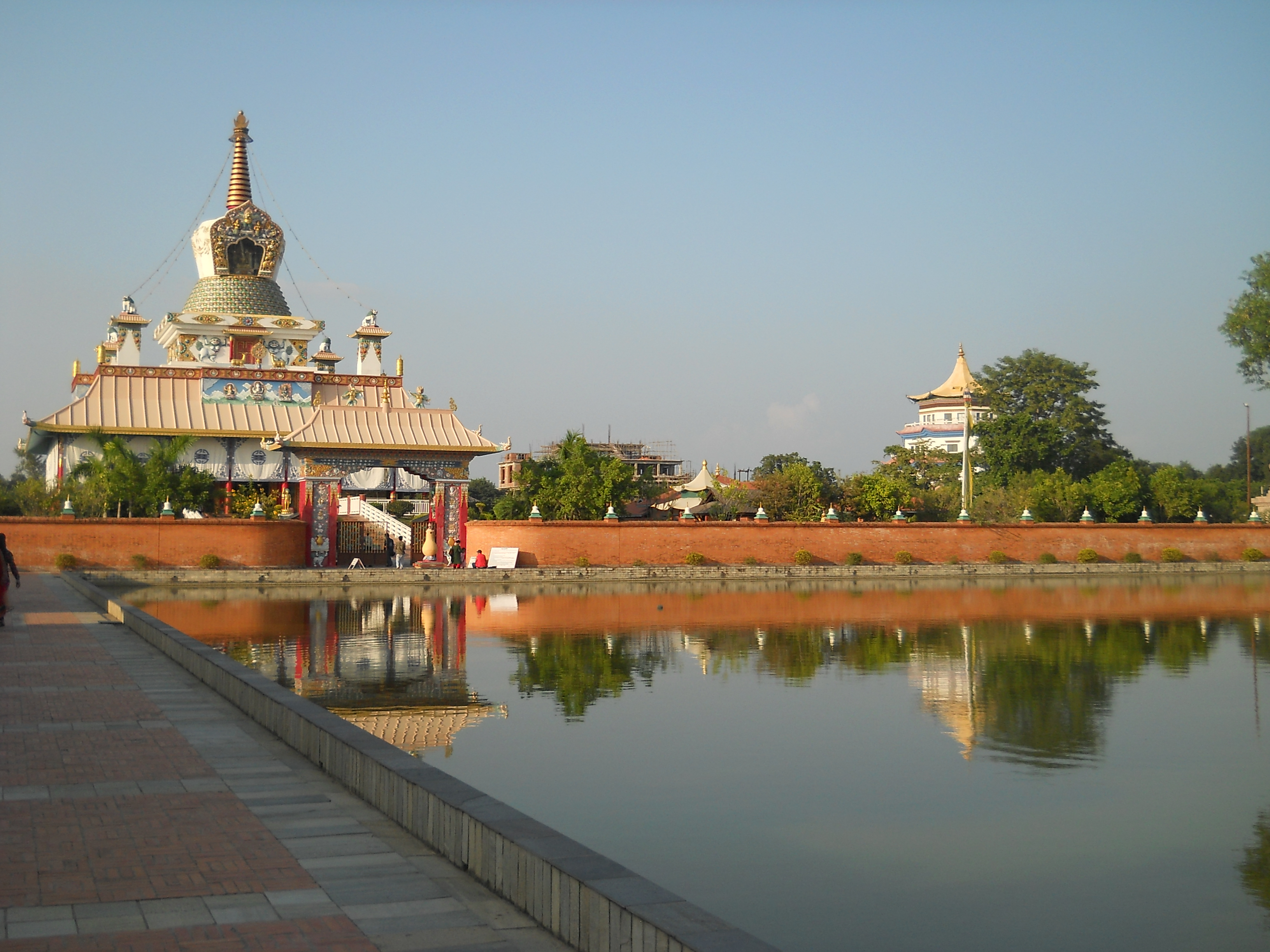
La Gran Estupa del Loto Drigung Kagyud en Lumbini, Nepal
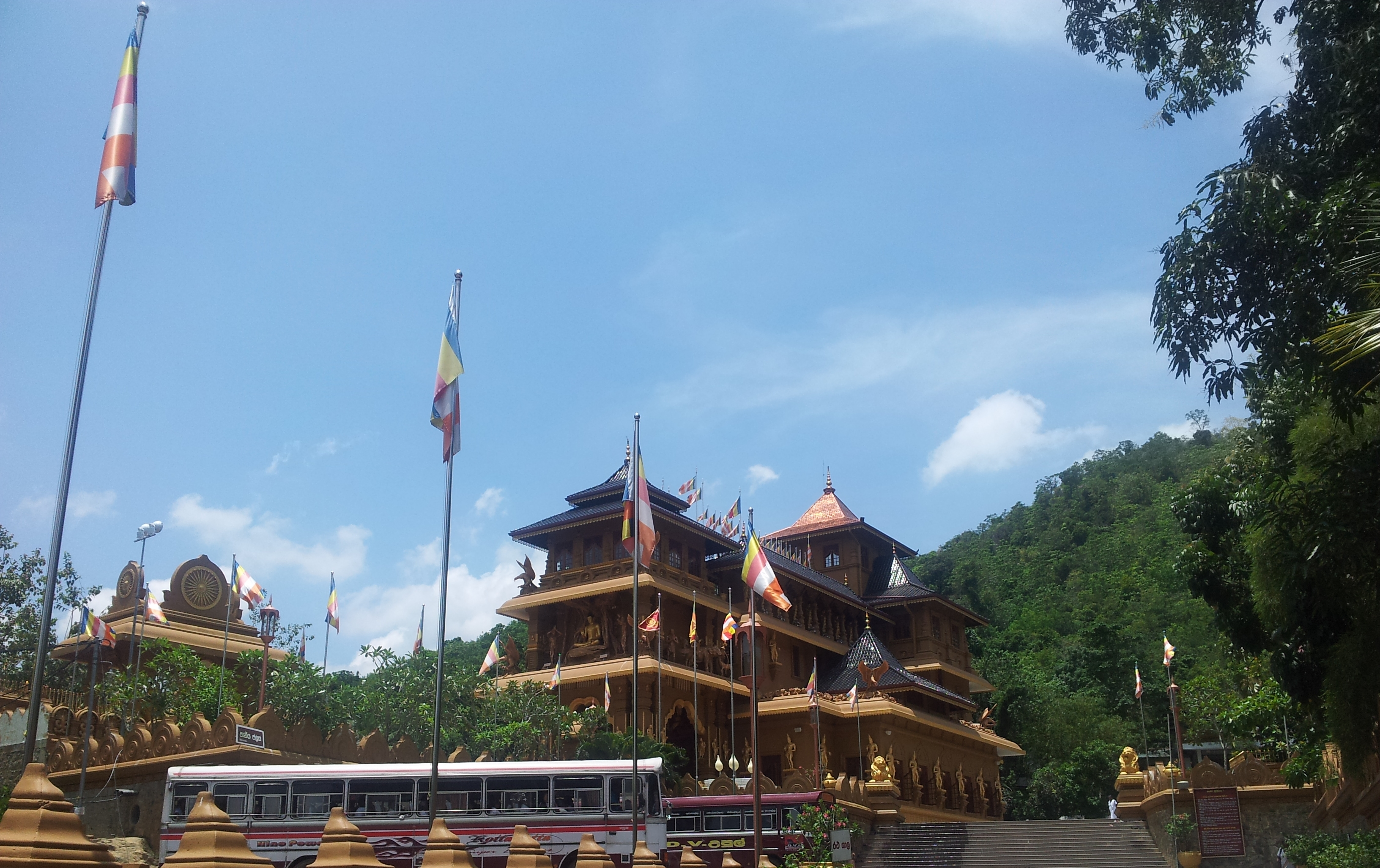
El monasterio budista de Mahamevnawa en Polgahawela, Sri Lanka
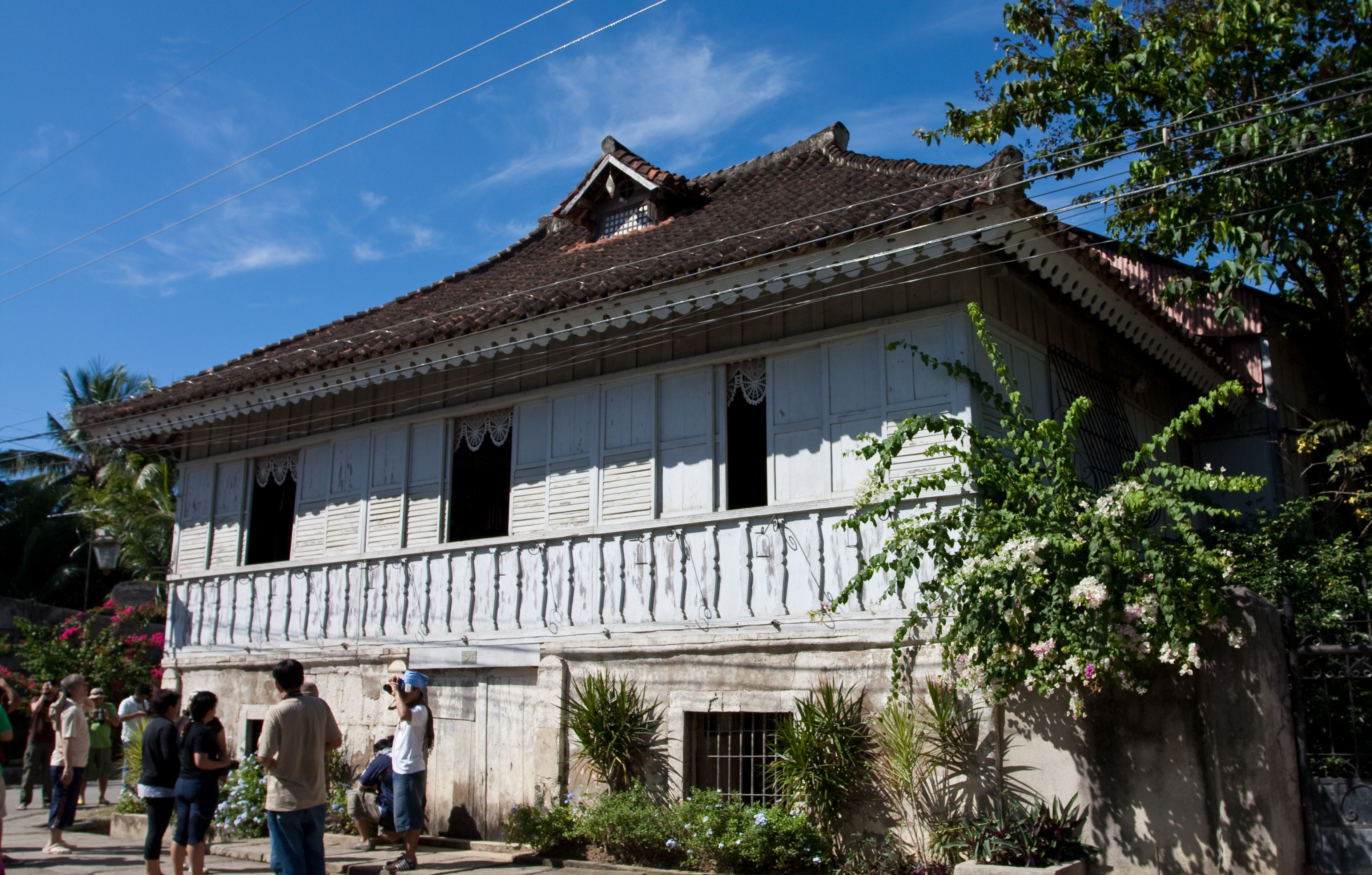
Bahay na bato en la provincia de Cebú, Filipinas
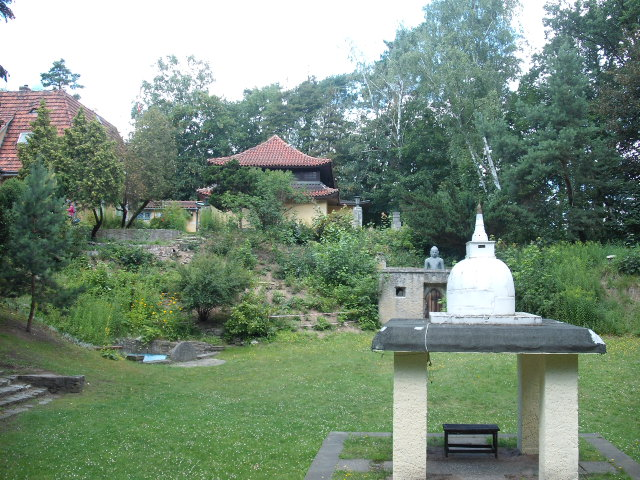
La Casa Budista de Berlín
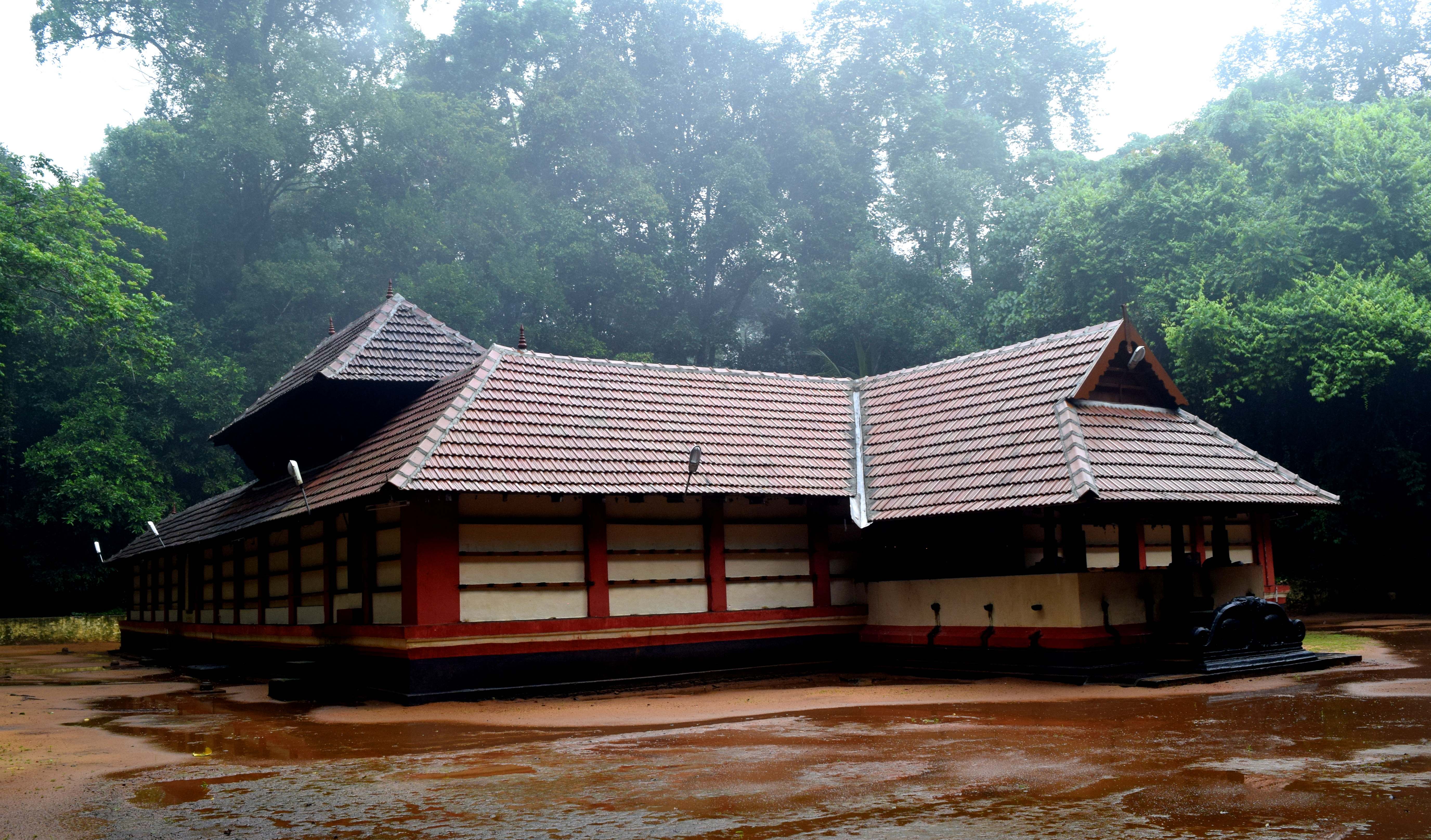
Templo de Iringol Kavu, Kerala, India
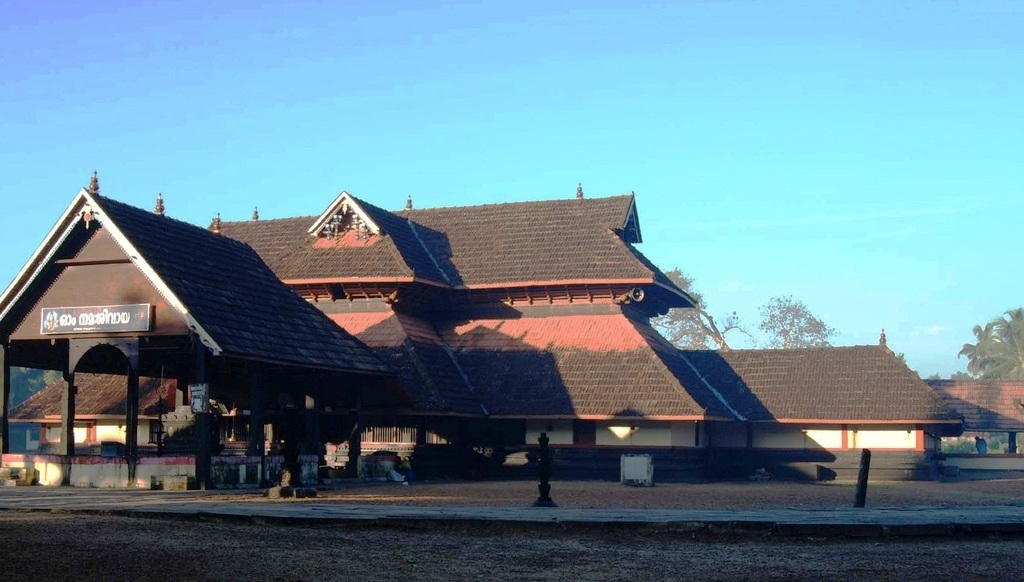
Templo de Mannar Thrikkuratti Mahadeva, Kerala, India
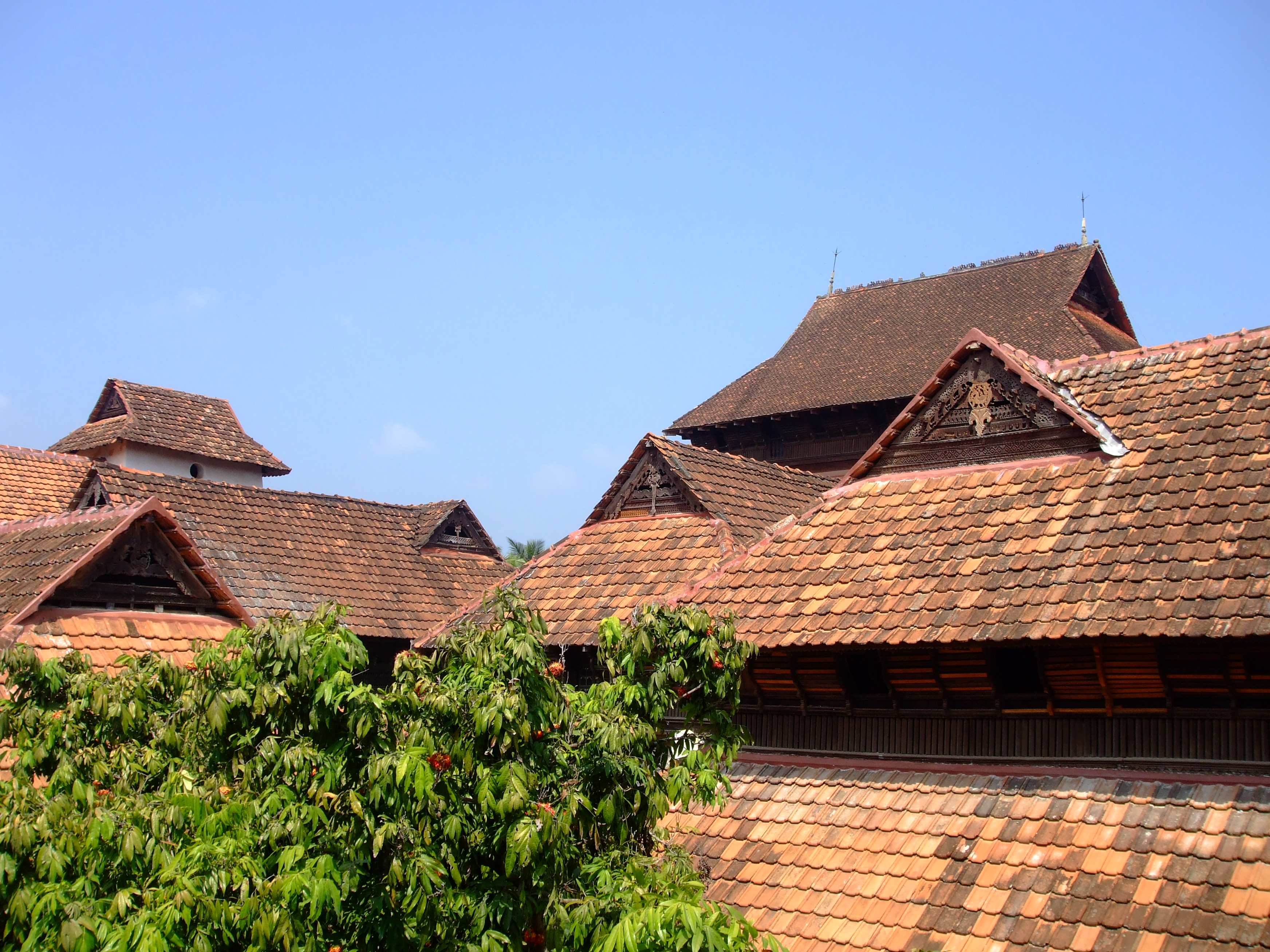
Palacio Padmanabhapuram, Kerala, India
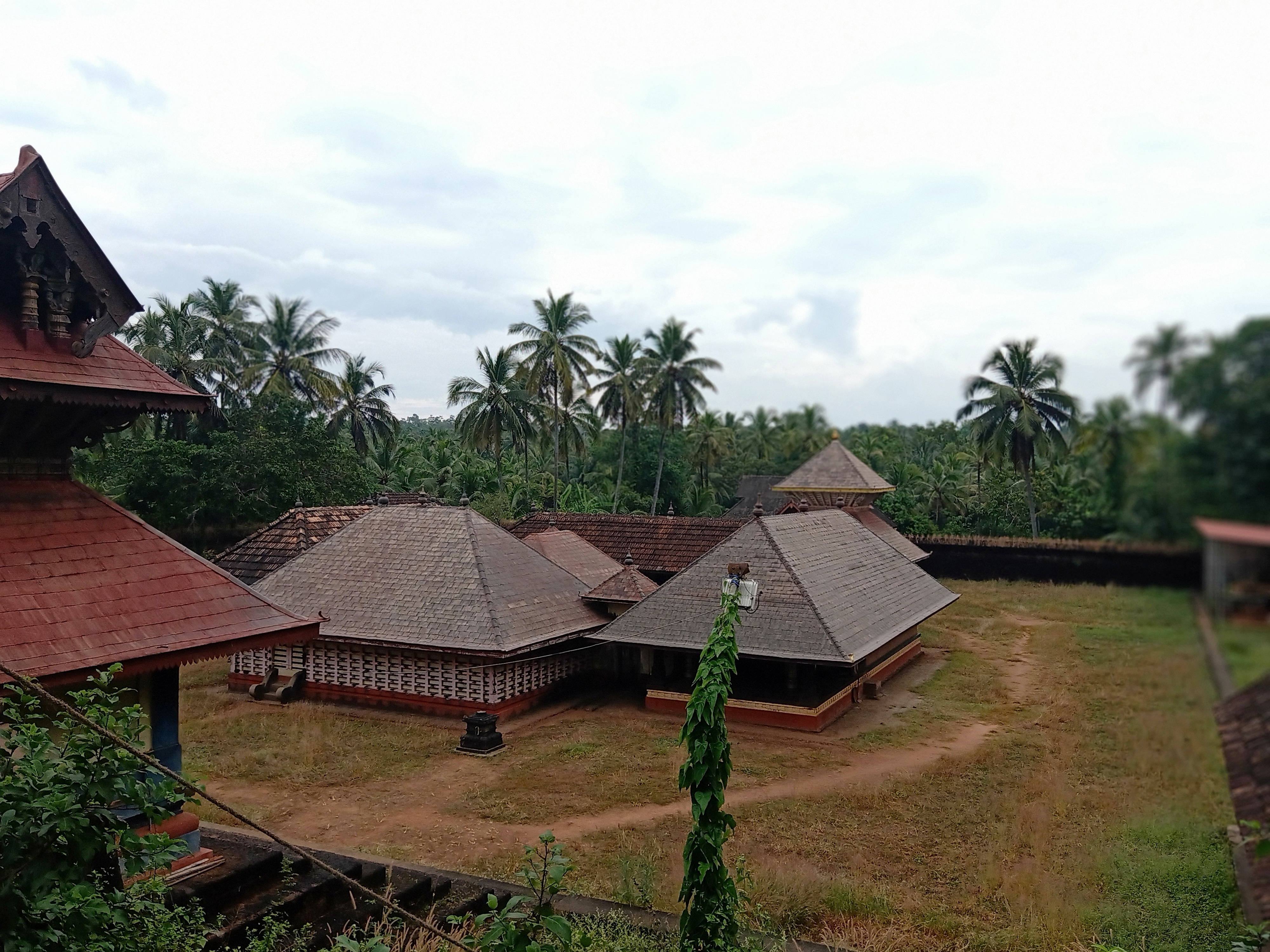
Templo Sree Madiyan Koolom Kshethrapalaka, Kerala, India